# Villa rustica (Oberhaunstadt)
Die Villa rustica bei Oberhaunstadt, einem Ortsteil der kreisfreien Stadt Ingolstadt in Bayern, ist ein besonders kleines, nur durch Luftbildbefund und Feldbegehung bekanntes römisches Landgut aus dem 3. nachchristlichen Jahrhundert. Es zeigt musterhaft eine der untersten Stufen landwirtschaftlicher Produktionsstätten in der einstigen römischen Provinz Raetia.

## Forschungsgeschichte
Bekannt wurde der Hof durch den Luftbildarchäologen Otto Braasch, der ihn zwischen 1977 und 1981 entdeckte. Im Anschluss fanden Feldbegehungen statt. Grabungen haben an diesem antiken Ort, dessen Überreste durch die Landwirtschaft massiv in ihrem Bestand gefährdet sind, noch nicht stattgefunden.

## Befund

Versuch, den nichtergrabenen Grundriss der Villa rustica von Oberhaunstadt in Teilen zu rekonstruieren

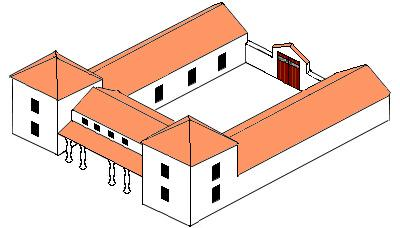
Rekonstruktion einer Villa rustica, wie sie in ähnlicher Form auch in Oberhaunstadt bestand, allerdings ohne vorgelagerte Portikus

Die rechteckige, annähernd 22 × 26 Meter umfassende Villa rustica aus dem 3. Jahrhundert besitzt an ihrer Schauseite die für römische Güter typischen Eckrisalite, welche die Fassade besonders bei größeren und großen Höfen eindrucksvoll betonen können. Auch in Oberhaunstadt ist damit zu rechnen, dass die wohl fast quadratischen, turmartigen Risalite zweigeschossig ausgeführt waren und jedenfalls die Dachlandschaft des Hauses überragten. Da sich im Luftbild nur die Umfassungsmauern des Hauptgebäudes abzeichnen, wird die gesamte Innenbebauung in Fachwerkbauweise ausgeführt worden sein. Dabei ist an eine um einen Innenhof gruppierte, karreeförmige oder nur die Flanken entlangführende Anlage zu denken. Im letzten Fall könnte die Rückwand nur als Mauer ausgeführt gewesen sein, in der sich ein großes scheunenartiges Tor befand. Möglicherweise besaß die Villa eine vor die Fassade gesetzte Portikus in Holzbauweise, sonst ist hier mit keiner Bebauung zu rechnen. Wie die Feldbegehung zeigte, bricht der Pflug in einem der Risalite ständig Estrich- und Steintrümmer aus dem Boden, was darauf deuten könnte, dass das Haus zumindest über den bescheidenen Luxus eines beheizbaren Raumes verfügt haben könnte.
Über das Luftbild sind keinerlei weitere Spuren von steinernen oder hölzernen Wirtschaftsgebäuden bekannt geworden. Auch eine steinerne Umfassungsmauer scheint es nicht gegeben zu haben.

## Denkmalschutz
Die hier behandelte Villa rustica und weitere erwähnte Anlagen sind Bodendenkmäler nach dem Bayerischen Denkmalschutzgesetz (BayDSchG). Nachforschungen und gezieltes Sammeln von Funden sind genehmigungspflichtig, Zufallsfunde an die Denkmalbehörden zu melden.